# Глубокое (Павлодарская область)
Глубокое (каз. Глубокое) — упразднённое село в Павлодарском районе Павлодарской области Казахстана. Ликвидировано в ? годы.

## История
Село Глубокое основано в 1913 г. русскими крестьянами в урочище Шункырколь Рождественской волости. В 1921 г. — центр Леонтьевского сельского округа.